# Ponte de Rialto

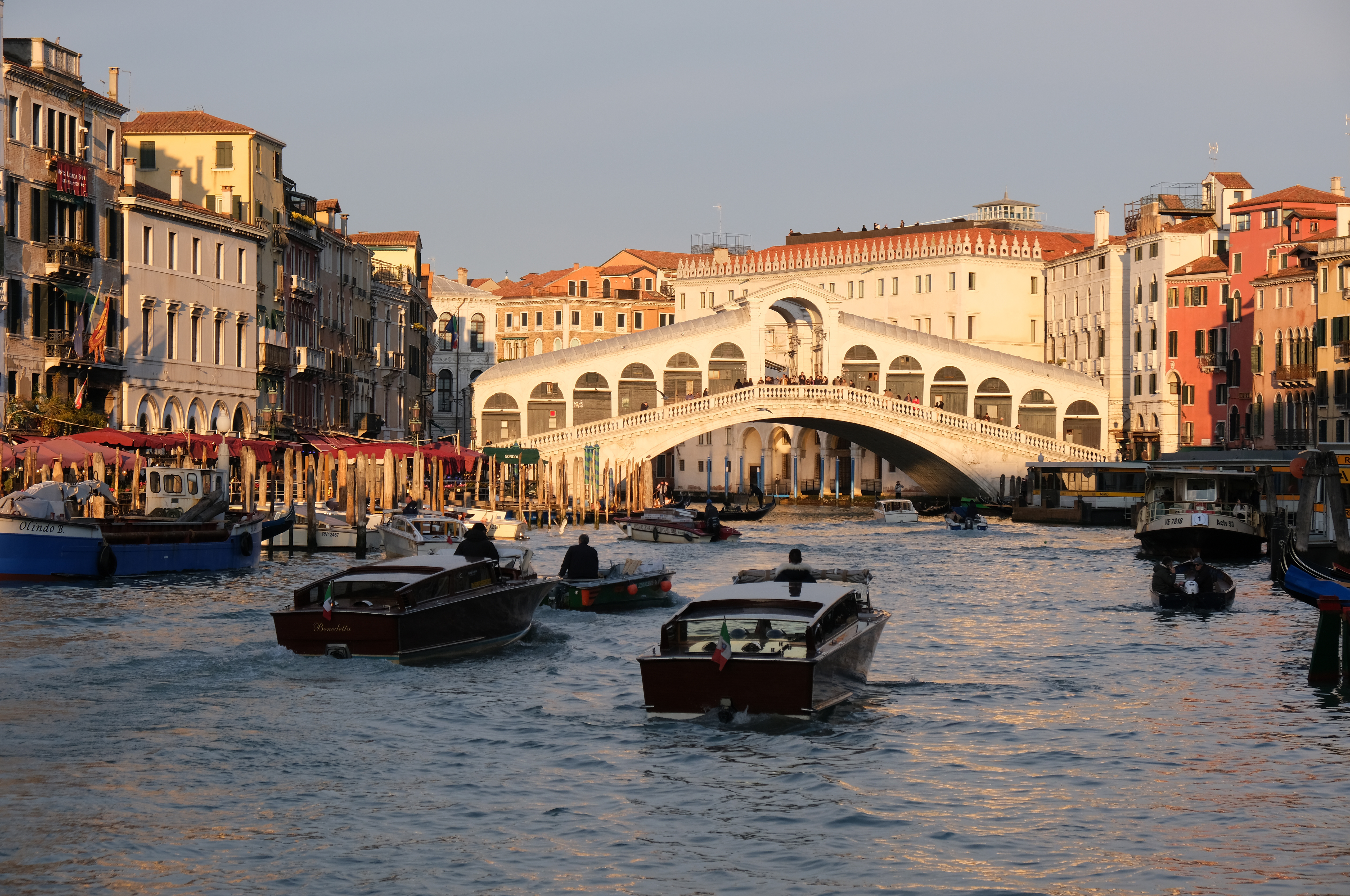
Ponte de Rialto

A Ponte de Rialto é a ponte em arco mais antiga e mais famosa sobre o Grande Canal, na cidade italiana de Veneza. Ela foi formalmente a única ligação permanente entre os dois lados do Grande Canal, até abrirem as restantes travessias.

## História
A primeira construção que cruzou o Grande Canal foi uma ponte flutuante, construída em 1181 por Nicolò Barattieri. Chamou-se Ponte della Moneta, presumivelmente pela cunhagem de moeda veneziana que se fazia perto da sua entrada oriental.
A evolução e importância do mercado de Rialto na margem oriental do canal aumentou o tráfego fluvial consideravelmente perto da ponte flutuante. Por isso, foi substituída por volta de 1250 por uma ponte de madeira. A estrutura tinha duas rampas inclinadas que se uniam a uma secção móvel, que podia ser elevada para que passassem barcos altos. A relação da ponte com o mercado finalmente produziu a troca de nome desta. Durante a primeira metade do século XV, duas fileiras de lojas foram construídas nos lados da ponte. Os impostos destas lojas entravam no tesouro da cidade, que ajudava na manutenção da ponte. Isso era vital numa ponte de madeira.

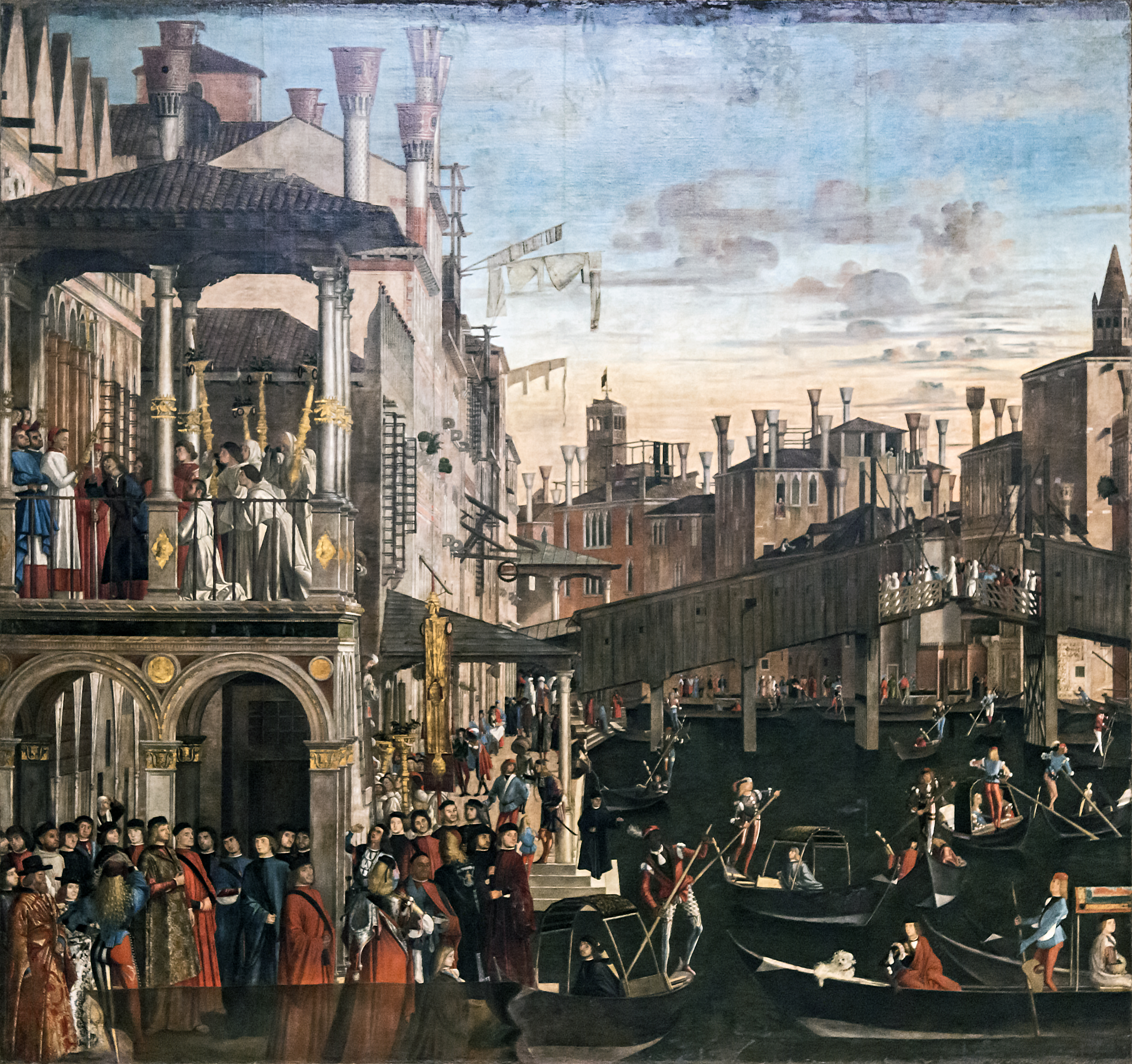
A primitiva ponte como era em 1500, segundo Vittore Carpaccio.

A ponte de Rialto foi queimada parcialmente durante a revolta liderada por Bajamonte Tiepolo em 1310. Em 1444, caiu quando foi demasiado o peso da multidão reunida para ver um desfile náutico, sendo reconstruída outra vez, e em 1524 voltou a derrubar.
A ideia de uma reconstrução em pedra foi pela primeira vez proposta em 1503. Vários projetos sucederam-se nas décadas. Em 1551, as autoridades venezianas pediram propostas para renovar a Ponte de Rialto. Numerosos arquitetos famosos, como Michelangelo, Jacopo Sansovino, Andrea Palladio e Jacopo Vignola ofereceram os seus préstimos, mas todos realizaram propostas de enfoque clássico com diferentes arcos, que foram tidos por inadequados para esta obra.
A ponte de pedra que hoje existe é formada por um único arco, desenhado por Antonio da Ponte, e construída entre 1588 e 1591, baseado no desenho da anterior ponte de madeira: duas rampas inclinadas cruzam-se num pórtico central. De cada lado das rampas há uma fila de cubículos rematados com arcos de meio ponto, que servem como espaços de comércio. A ponte é apoiada em 600 estacas de madeira, com a construção disposta de tal modo que em cada momento as juntas das aduelas são perpendiculares à força do arco. O desenho de engenharia foi considerado tão audaz na época que o arquiteto Vincenzo Scamozzi predisse a sua queda. No entanto ainda hoje se ergue a Ponte de Rialto, sendo um dos ícones arquitetónicos da cidade de Veneza. A peculiaridade desta ponte é que parece romper com a tradição arquitectónica de construir pontes de tipo romano baseados na estrutura de arco de meio ponto com uma nova tipologia de arco rebaixado. Mas neste caso a inovação é somente visual, porque se trata igualmente de um arco de meio ponto que o nível da água oculta as bases (aduelas basais) do arco que só visualmente parece rebaixado.

## Actualidade
Segundo dados das autoridades locais, passam sob a ponte ao longo de 10 horas mais de 1.600 barcas, 700 táxis aquáticos e 200 gôndolas. Em agosto de 2013, um turista alemão morreu num acidente entre uma gôndola e um vaporetto.

## Cultura Popular
Rialto é um dos mapas de Overwatch e do CS:GO.

## Galeria

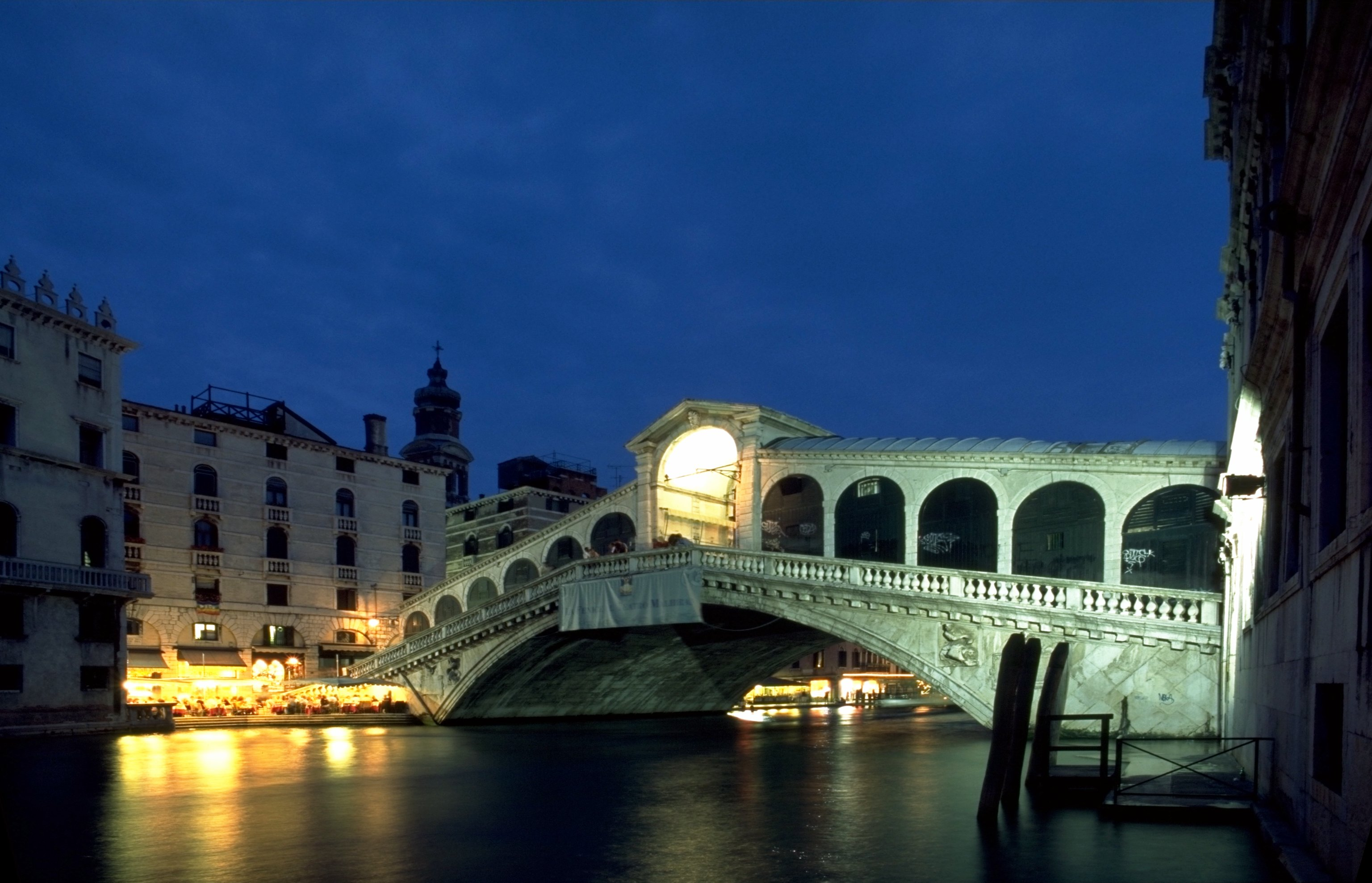
A Ponte de Rialto de noite
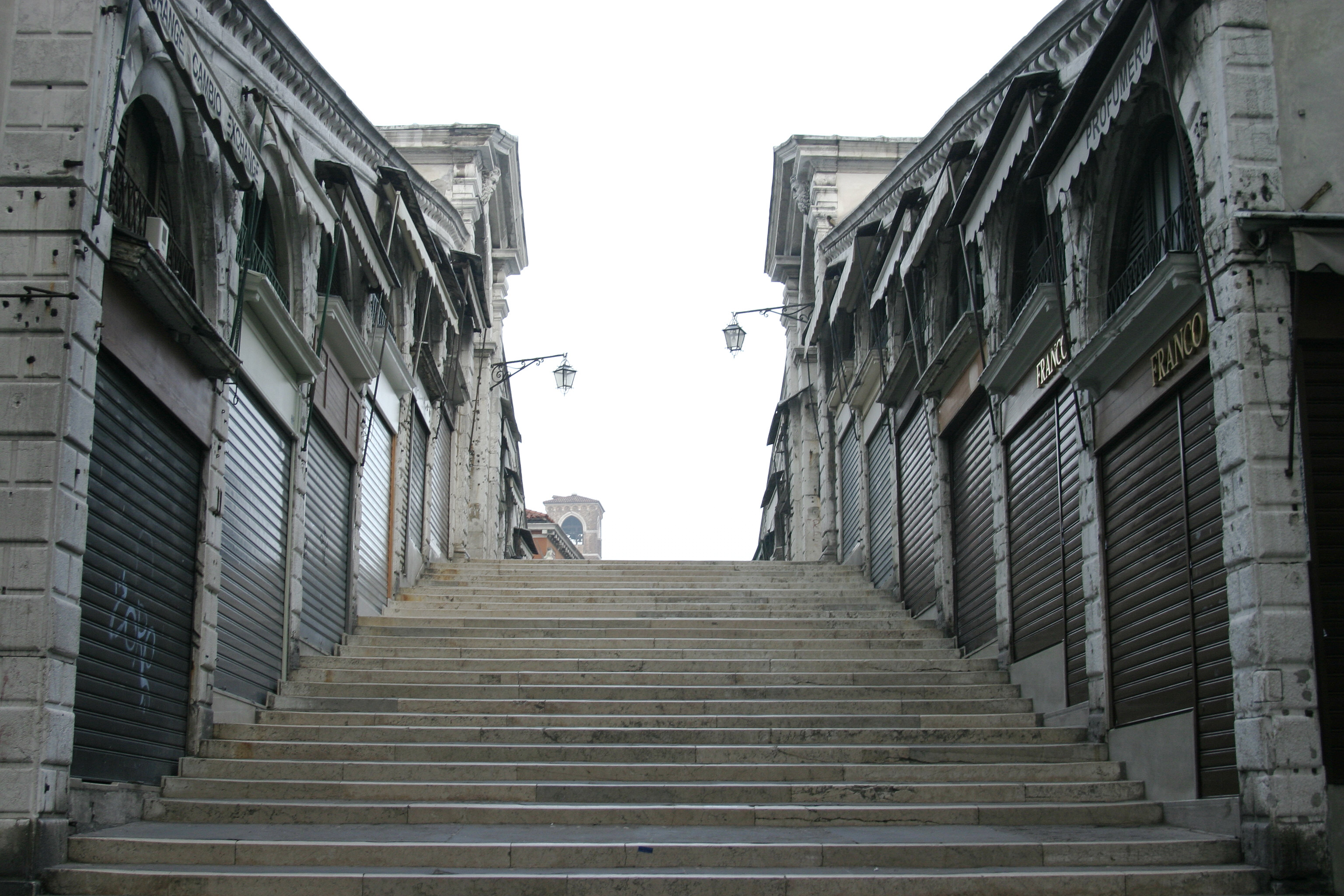
Escadaria interna